# Одинцов Михайло Петрович
Миха́йло Петро́вич Одинцо́в (рос. Михаил Петрович Одинцов; 18 листопада 1921 — 12 грудня 2011) — радянський військовий льотчик-штурмовик, учасник Другої світової війни, генерал-полковник авіації (1959). Двічі Герой Радянського Союзу (1944, 1945).

## Життєпис
Народився 18 листопада 1921 року в селі Полозове Сарапульського повіту Пермської губернії Російської імперії (нині — Большесосновський район Пермського краю Російської Федерації). Росіянин.
Протягом 1929—1935 років родина часто переїздила з місця на місце, доки не опинилась у Свердловську. Тут у 1936 році закінчив 7 класів школи, а наступного року — I курс Свердловського лісопильного технікуму. У 1937—1938 роках працював на взуттєвій фабриці, закінчив свердловський аероклуб у 1938 році.
До лав РСЧА призваний у листопаді 1938 року. У 1939 році закінчив Молотовську військову авіаційну школу льотчиків, у 1940 році — Енгельсську військову авіаційну школу льотчиків. Проходив військову службу в стройових частинах ВПС Білоруського й Київського військових округів.
Учасник німецько-радянської війни з червня 1941 року. Війну молодший лейтенант Михайло Одинцов зустрів на посаді командира авіаційної ланки 226-го швидкісного бомбардувального авіаційного полку на Південно-Західному фронті. Брав участь у оборонних боях на Західній Україні, здійснив 8 бойових вильотів на літакові Су-2. 3 липня 1941 року у повітряному бою отримав важке поранення, але зміг довести літак до аеродрому. До грудня 1941 року перебував у шпиталях.
З травня 1942 по червень 1943 року — заступник командира, командир ескадрильї, пілот, знову заступник командира ескадрильї 800-го штурмового авіаційного полку на Брянському, Південно-Західному, Калінінському, Північно-Західному і Воронезькому фронтах.
З червня 1943 року й до кінця війни — командир ескадрильї, помічник командира авіаційного полку по повітряно-стрілецькій службі, штурман і заступник командира 820-го (з лютого 1944 — 155-го гвардійського) штурмового авіаційного полку на Степовому, 2-у і 1-у Українських фронтах.
Всього за роки війни здійснив 210 бойових вильотів, у повітряних боях його екіпаж збив 3 літаки супротивника.
Після війни продовжив військову службу в частинах ВПС. У 1948 році закінчив 1 курс Військово-повітряної академії, у 1952 році — Військово-політичну академію. З 1952 року командував бомбардувальним авіаційним полком, з 1956 року — бомбардувальною авіаційною дивізією в Прибалтійському військовому окрузі. У 1959 році закінчив Військову академію Генштабу.
У 1959—1961 роках — заступник командувача 48-ю повітряною армією з бойової підготовки Одеського військового округу, у 1961—1963 роках — перший заступник командувача 1-ю особливою Далекосхідною повітряною армією. У січні-листопаді 1963 року очолював Центр підготовки космонавтів. У 1963—1965 роках — заступник командувача 30-ю повітряною армією з бойової підготовки Прибалтійського ВО, у 1965—1967 роках — заступник командувача ВПС Київського ВО.
З листопада 1967 року — командувач ВПС Північно-Кавказького ВО, з червня 1971 року — командувач ВПС Московського ВО, з липня 1976 року — генерал-інспектор інспекції ВПС Генеральної інспекції МО СРСР. У 1981—1987 роках — помічник по ВПС представника Головного командування Об'єднаними збройними силами держав — учасниць Варшавського договору в Польщі. У червні 1987 року генерал-полковник авіації М. П. Одинцов вийшов у відставку.
Мешкав у Москві, де й помер 12 грудня 2011 року. Похований на Троєкурівському цвинтарі.

## Нагороди і почесні звання
Указом Президії Верховної Ради СРСР від 4 лютого 1944 року за мужність і героїзм, виявлені в боях, старшому лейтенантові Одинцову Михайлу петровичу присвоєне звання Героя Радянського Союзу з врученням ордена Леніна і медалі «Золота Зірка» (№ 1466).
Указом Президії Верховної ради СРСР від 27 червня 1945 року за зразкове виконання бойових завдань командування на фронті боротьби з німецькими загарбниками та виявлені при цьому відвагу і героїзм, гвардії майор Одинцов Михайло Петрович нагороджений другою медаллю «Золота Зірка» (№ 6035).
Нагороджений радянськими двома орденами Леніна (04.02.1944, 29.04.1957), орденом Жовтневої Революції (16.12.1972), п'ятьма орденами Червоного Прапора (31.07.1942, 01.09.1943, 21.01.1944, 22.02.1955, 16.02.1982), орденами Олександра Невського (17.08.1944), двома орденами Вітчизняної війни 1-го ступеня (05.11.1942, 11.03.1985), орденами Вітчизняної війни 2-го ступеня (22.02.1945), Червоної Зірки (30.04.1954), орденом "За службу Батьківщині в Збройних Силах СРСР 3-го ступеня (30.04.1975), російським орденом «За заслуги перед Вітчизною» IV ступеня, медалями та іноземними нагородами.
Заслужений військовий льотчик СРСР (1965). Почесний громадянин міста Єкатеринбурга (1980).

## Пам'ять
У місті Єкатеринбурзі й у селі Полозове встановлені бронзові погруддя М. П. Одинцова. На будівлі школи, де він навчався, встановлено меморіальну дошку.

## Твори
- Одинцов М. П. «Тогда, в 42-м…» — М., 1977.
- Одинцов М. П. «Испытание огнем.» — М.: Молодая гвардия, 1979.
- Одинцов М. П. «Преодоление. Взгляд сквозь годы: довоенные, военные, послевоенные.» — М.: Голос-пресс, 2007. ISBN 5-7117-0160-6